# Как опасно предаваться честолюбивым снам
«Как опа́сно предава́ться честолюби́вым снам». — совместный рассказ Фёдора Михайловича Достоевского, Николая Алексеевича Некрасова и Дмитрия Васильевича Григоровича, опубликованный в 1846 году в юмористическом иллюстрированном альманахе «Первое апреля» Николая Некрасова.

## История создания
Николай Некрасов в октябре 1845 года задумал издание юмористического альманаха «Зубоскал», который должен был выходить два раза в месяц под коллективной редакцией Григоровича, Достоевского и Некрасова. Об этой задумке Достоевский рассказывал брату Михаилу в письме от 8 октября 1845 года. В ноябрьской книжке «Отечественных записок» за 1845 год появилось объявление Достоевского о скором выходе нового альманаха, явно обозначившее его сатирическое направление. В объявлении обещалось высмеять «весь <…> Петербург, с его блеском и роскошью, громом и стуком, с его бесконечными типами, с его бесконечною деятельностью, задушевными стремлениями, с его господами и сволочью <…> позлащенной и непозлащенной, аферистами, книжниками, ростовщиками». Фарс «Как опасно предаваться честолюбивым снам» оказался в числе материалов для готовящегося журнала, который в итоге был запрещен цензурой.
После запрещения альманаха «Зубоскал» Некрасов задумал другой сборник. Как и в случае с «Зубоскалом», Некрасов предполагал выпускать его вместе с Григоровичем и Достоевским. Новое издание получило название «Первое апреля», и часть материалов, предназначавшаяся для «Зубоскала», была перенесена туда. Исследователи полагают, что именно так было с фарсом «Как опасно предаваться честолюбивым снам», поскольку среди его авторов перечислены Пружинин, Зубоскалов, Белопяткин. Пружинин и Белопяткин были псевдонимами Некрасова, а Зубоскалов, по всей видимости, был совместным псевдонимом Достоевского и Григоровича, унаследованный из первого неудачного предприятия трёх писателей.
За «Честолюбивые сны»:
Григоровичу 50
Достоевскому 25
Вопросом о вкладе каждого автора в произведение впервые в статье «Неизвестное произведение Ф. М. Достоевского» задался Корней Чуковский, который в 1916 году «среди некрасовских рукописей на одной порыжелой и шершавой бумажке» обнаружил запись, доказывающую участие Достоевского и Григоровича в написании произведения. Там же был набросок пары строк, вошедших в рассказ, что доказывало участие самого Некрасова. Исследователи приходят к выводу, что Григоровичу принадлежит авторство II, IV и V глав; Достоевскому III и VI главы; глава VII, по мнению Георгия Фридлендера, была написана Григоровичем, по мнению Бориса Мельгунова, Достоевским совместно с Некрасовым; Некрасову принадлежат стихотворные фрагменты и, возможно, часть прозаического текста.
Изначально, основываясь на схожести текста с «Двойником» и «Господином Прохарчиным», Чуковский предположил, что Достоевский написал только шестую главу рассказа. Некрасову исследователь приписывал только стихотворные фрагменты и главы, а весь остальной текст — Григоровичу. Не исключено возможное соавторство Ивана Панаева: стихотворение «Они молчали оба» вошло как в прижизненное «Собрание стихотворений Нового поэта», так и в посмертное «Первое полное собрание сочинений Ивана Панаева». Литературовед Борис Бухштаб, однако, считал невозможным участие Панаева. Он же распространил анализ аналогичный Чуковскому на третью главу рассказа: «Некоторые абзацы её кажутся словно взятыми из „Двойника“, над которым Достоевский работал в ту пору…». Также литературовед предполагал участие Некрасова в прозаической части фарса, в чём его поддержал Владислав Евгеньев-Максимов. Кроме того последний обратил внимание на схожесть сцены «разноса» из седьмой главы рассказа с аналогичной сценой из «Бедных людей» Достоевского. Сравнив отношение к чиновничеству в данных сценах, критик приходит к выводу, что «революционно-демократические элементы мировоззрения Некрасова восторжествовали над либерально-гуманистической точкой зрения Достоевского».
Участие Достоевского, возможно, не исчерпывалось указанными главами, потому что во второй главе есть ситуация, когда на глазах у хозяина и кухарки появляется вор, крадущий вещи так, как в точности описано в рассказе Достоевского «Честный вор». По мнению Чуковского, отточия в двух местах рассказа могут означать запрещённые цензурой стихи Некрасова, одно из которых посвящено расправе барина со своим крепостным. Среди исследователей было озвучено мнение, что «можно говорить только о преобладании одного из соавторов в разных главах повести <…> Яснее же всего в коллективной вещи проступает не преобладание какого-нибудь из соавторов, а откровенная установка их всех на Гоголя».
5 марта 1846 года было получено разрешение Петербургского цензурного комитета. Впервые рассказ, иллюстрированный рисунками Александра Агина и Павла Федотова, был опубликован 1 апреля 1846 года в юмористическом альманахе Николая Некрасова «Первое апреля». В собрание сочинений Достоевского был включен только в 1928 году. В собрание сочинений Некрасова — в 1927 году.

## Сюжет
Герой фарса чиновник Пётр Иванович Блинов спит с женой и видит сон, где он представляет себя помещиком тысячи душ наедине с кухаркой Пелагеей-чернобровкой. В этот момент в квартиру входит вор, собирает одежду и серебро, и счастливый сон сменяется кошмарами и навязчивыми видениями. В конце концов, Пётр Иванович неожиданно просыпается, а вор обращается в бегство. Обкраденный чиновник в ночном одеянии пускается вдогонку за жуликом, но догнать его ему не удаётся. В этот момент на улице в экипаже неожиданно появляется начальник Петра Ивановича в его департаменте: Степан Фёдорович Фарафонтов. Застав своего подчинённого в странном виде на пустой утренней улице, он пытается у него выяснить это удивительное недоразумение, но Пётр Иванович настолько смущён, что не находит вразумительного ответа.
Вернувшись домой ни с чем, несчастный чиновник в довершение всего стал участником семейной драмы, поскольку его супруга Федосья Карповна, не найдя ни мужа, ни своей одежды, уверилась в мужниной измене. Раздосадованный всеми этими неприятностями, чиновник несколько дней не мог себя заставить идти на службу в департамент, опасаясь стать всеобщим посмешищем. Он мечтает об отставке и получении должности управляющего богатого помещика где-нибудь в Малороссии, пока ему не удаётся совладать с собой и заставить идти себя на службу. В департаменте происходит сцена его позора и осмеяния, учинённая его столоначальником Степаном Фёдоровичем, а также самим начальником департамента. Герой получает отставку, не успев никому ничего объяснить, но из последних стихотворных строчек явствует, что Пётр Иванович решил прибегнуть к покровительству его превосходительства Ивана Кузьмича, высокопоставленного петербургского чиновника, под чьим расположением герой рассчитывал продолжить чиновничью карьеру в другом петербургском департаменте.

## Отзывы и рецензии
Сразу после печати рассказ «Как опасно предаваться честолюбивым снам» вместе с остальными произведениями альманаха подвергся критике со стороны противников «натуральной школы». В «Иллюстрации» Нестора Кукольника альманах назвали «лакейским»: «„Первое апреля“ грубая шутка, от начала до конца <…>. Есть у нас книги для образованного класса, есть и для крестьян — но вот появился новый род: для лакейских. Такую прозу ещё прискорбнее читать после стихов хороших, хотя немногих, но встречающихся-таки в этом альманахе».
Суровее был отзыв «Северной пчелы» Фаддея Булгарина, который ошибочно приписал все произведения альманаха одному Некрасову, «самородному гению, который не соблаговолил выставить своего имени на заглавном листе», писал о рассказе: «…грубый язык, грязные картины униженного человечества, анатомия чувствований развращённого сердца, выходки бессильной зависти и вообще нравственный и литературный цинизм, перед которым надобно жмурить глаза и затыкать уши! И это называется литературою!». Делая вывод критик заметил, что «весьма желательно, чтоб г-н Некрасов <…> отличающийся своими критиками в „Литературной газете“ <…> превозносимый „Отечественными записками“ <…> разобрал критически-натурально альманах».
Виссарион Белинский в «Отечественных записках», напротив, советовал своим читателям альманах для прочтения и отзывался о фарсе как о наиболее удачном среди прочих рассказов сборника: «болтовня живая и весёлая <…>, местами лукавая и злая». С Белинским не согласился Пётр Плетнёв, назвавший «Первое апреля» и «Петербургский сборник» собранием «грязных и отвратительных исчадий праздности»: «Это последняя ступень, до которой могла упасть в литературе шутка, если только не преступление называть шуткою то, что нельзя назвать публично собственным её именем».
Наиболее пространная положительная характеристика произведения дана в журнале «Финский вестник»: «Все статьи альманаха отличаются большим остроумием, забавным вымыслом и лёгким и игривым языком; иные из рассказов этой небольшой книжки так смешны и при этом изложены так комически важно, что и самый сериозный читатель едва удержится от смеха, в особенности же читая рассказ „Как опасно предаваться честолюбивым снам“…»